# Plague of Butterflies
Albums de Swallow the Sun
Hope
(2007) ? (?)
Plague of Butterflies est le premier EP du groupe de death metal mélodique / doom metal Swallow the Sun. Il fut publié le 17 septembre 2008 en Finlande et le 23 septembre 2008 dans le monde par Spinefarm Records. Le titre Plague of Butterflies, dure environ 35 minutes, et est divisé en 3 parties, le premier s'appelle Losing the Sunsets, le second Plague of Butterflies et le dernier Evael 10:00.
L'EP inclut la démo Out of this Gloomy light.

## Liste des titres
1. Losing the Sunsets / Plague of Butterflies / Evael 10:00 – 34:42
2. Through Her Silvery Body – 8:01
3. Out of this Gloomy Light – 5:34
4. Swallow (Horror Pt. 1) – 5:27
5. Under the Waves – 6:36

## Histoire
- Si vous ne connaissez pas le sujet, laissez ce bandeau (vous pouvez alors contacter les auteurs).
- Si vous supprimez le contenu mis en cause (vous pouvez préalablement contacter les auteurs),

argumentez précisément cette suppression dans la page de discussion
(un manque de référence n'est pas un argument ; une recherche réelle de référence doit avoir été effectuée, être formellement documentée).
C'est un point de vue personnel sur l'histoire.

### I - Losing the Sunsets
La chanson raconte l'histoire d'un Homme qui perd son amour, Evael, dans les bois durant l'hiver. Il n'est pas dit si Evael est liée à l'homme ou simplement une femme qu'il aime énormément, néanmoins, il attend des heures durant le retour de celle-ci devant les bois. Des années passent, mais elle ne vient toujours pas. Il retourne finalement dans son village, le cœur lourd, en plein désarroi d'un autre jour sans Evael.

### II - Plague of Butterflies
Le second chapitre débute sur le retour de cet homme dans son village, et il apprend que la peste s'y est répandu et a tout dévasté, tuant toute la population, sauf lui. Les seules formes de vies encore présentes sont des papillons, en nombre important. Il reste cependant dans le village, dans l'espoir qu'Evael revienne un jour. Il analyse les corps dans la rue, dans le but d'y trouver celui de sa bien-aimée, mais infructueusement, il retourne dans sa demeure. Il allume une bougie près de la fenêtre, qui attire un seul papillon, qui vole tout autour, puis il dérive lentement vers un sommeil profond. Ils e lève le lendemain, et remarque que la bougie ne brûle plus. Il quitte sa maison, et part à nouveau en quête d'Evael.

### III - Evael 10:00
Le troisième chapitre débute sur la recherche à nouveau infructueuse d'Evael. La nuit tombée, il s'en retourne dans sa maison allume la bougie près de sa fenêtre, et va dormir. Mais avant de dormir, il se sent en colère envers cette peste, qui a pris la vie de chacun de ses concitoyens, mais qui, pour quelques raisons, lui a laissé la vie sauve. Il se réveille brusquement, à cause de quelque chose qui ressemble au frappement d'une porte, pour finalement trouver sa maison remplie de Papillon. Il se dirige vers la porte, et y trouve sa bien-aimée, Evael. Elle tombe dans ses bras à peine vivante, ses yeux gelés par les années passées dans les bois. Elle révèle alors à l'homme qu'elle l'a abandonné délibérément, car c'était elle la porteuse de la peste, si elle était restée à ses côtés, il aurait trouvé la mort. D'une quelconque manière, les papillons ont provoqué une contagion dans tout le village. Complètement surpassé par sa joie de la voir une dernière fois avant qu'elle ne meure, il lui dit que tout est en ordre, qu'ils vont rester là, couchés tous les deux, en attendant que la peste prennent leurs corps. Il est implicite que tous les deux trouvent la paix dans la mort, donnant une fin amère au titre.

## Position dans les charts
| Année | Chart                         | Place |
| ----- | ----------------------------- | ----- |
| 2008  | Chart des singles en Finlande | 1     |